# Nitropropano
El 1-nitropropano y el 2-nitropropano son compuestos orgánicos pertenecientes a la serie homóloga de los nitroderivados. Son líquidos incoloros, de olor etérico característico. Se emplean como disolventes, aditivos para la gasolina y compuestos intermediarios para sintetizar insecticidas, colorantes y otras sustancias orgánicas. Tienen una toxicidad elevada.

## Síntesis
Se obtienen por reacción del ácido nítrico con vapores de propano a 400 °C y una presión de 8-12 atm, obteniéndose una mezcla de 2-nitropropano (46%), nitrometano (28%), y cantidades menores de 1-nitropropano y nitroetano.

## Propiedades
| Propiedad                                    | 1-nitropropano                                                        | 2-nitropropano |
| -------------------------------------------- | --------------------------------------------------------------------- | --- |
| Estructura química:                          |                                                                       | |
| Otros nombres:                               | Nitroparafina                                                         | Isonitropropano Nitroparafina NiPar S-20; NiPar S-30                                                                       |
| Fórmula química:                             | CH3-CH2-CH2-NO2                                                       | CH3-CH(NO2)-CH3 |
| Estado físico                                | Líquido                                                               | Líquido |
| Aspecto                                      | Incoloro                                                              | Incoloro, aceitoso |
| Masa molecular:                              | 89,09 g/mol                                                           | 89,09 g/mol |
| Nº CAS:                                      | 108-03-2                                                              | 79-46-9 |
| Punto de fusión:°C                           | -108 °C                                                               | -93 a -91 °C |
| Punto de ebullición:                         | 132 °C                                                                | 120 °C |
| Densidad:                                    | 0,99 g/mL                                                             | 0,99 g/mL |
| Punto de inflamación:                        | 36 °C                                                                 | 24 °C |
| Viscosidad (a 25 °C):                        |                                                                       | 0,746 mPas |
| Presión de vapor (a 20 °C):                  |                                                                       | 17,3 hPa |
| Densidad óptica (nD20) Índice de refracción: |                                                                       | 1,3944 |
| Nº RTECS:                                    | TZ5075000                                                             | TZ5250000 |
| Solubilidad en agua:                         | 14 g/l (25 °C)                                                        | 17 g/l (25 °C) |
| Código NFPA                                  | 3 1 ?                                                                 | 3 2 1 ? |
| Pictograma de riesgo químico                 | Xn                                                                    | T |
| Frases R                                     | R10 R20/21/22                                                         | R45 R10 R20/22 |
| Frases S                                     | S2 S9                                                                 | S53 S45 |
| Peligros químicos                            | Se descompone por calentamiento produciendo humos tóxicos.            | |
| Riesgos                                      | Inflamable. Por encima de 20 °C se evapora y sus vapores son nocivos. | Inflamable. Muchas reacciones pueden producir incendios y explosiones. Al arder genera humos tóxicos. Puede causar cáncer. |
| Temperatura de autoignición                  | 421 °C                                                                | 425-428 °C |
| Coeficiente de reparto octanol-agua, POW     |                                                                       | 0,93 |
| Límites de explosividad (% vol. aire)        | 2,2-                                                                  | 2,6-11 |

## Usos
Los nitroalcanos sufren hidrólisis en presencia de ácidos minerales fuertes. Sometiendo el 1-nitropropano a este tratamiento se convierte en el ácido hidroxámico y posteriormente se rompe el enlace C-N, obteniéndose finalmente ácido propanoico e hidroxilamina (NH2OH). Esta reacción se emplea para la síntesis industrial de este últimocompuesto.
El 2-nitropropano se emplea en la industria de las gomas, fabricación de lacas, fabricación de tintes y síntesis de productos orgánicos.

## Toxicidad
Poseen una intensa acción irritante sobre las mucosas por lo que provocan afecciones renales y hepáticas. El 1-nitropropano parece menos tóxico que el 2-nitropropano, siendo sus valores de concentraciones admisibles medias  de 25 ppm y 10 ppm respectivamente.
El 2-nitropropano ha provocado carcinomas hepáticos en ratas por lo que se le considera un carcinógeno para los seres humanos. Se han descrito cuatro casos de intoxicación por inhalación de nitropropano en un espacio confinado, con desenlace fatal. Hay que evitar que se acumule en la atmósfera de lugares de trabajo, siendo el tolueno muy eficaz en la captación del 2-nitropropano.